# Platteneck (Kreuth)
Das Platteneck in der Gemeinde Kreuth ist ein 1618 m (nach AVF 1633 m) hoher Gipfel in den Bayerischen Voralpen hart an der Grenze zwischen Bayern und Tirol.

## Topographie
Der Berg liegt in dem sich westlich der Blauberge erstreckenden und im Norden von der Weissach mit der Bundesstraße 307 begrenzten Kamm, der vom Schildenstein (1611 m) nach Westen streicht und sich zum Reitstein (1515 m) fortsetzt.

## Alpinismus
Die Ersteigung kann auf verschiedenen Wegen über die Königsalm, die von Wildbad Kreuth oder von der Winterstube bei Bayerwald erreichbar ist, sowie von der Gufferthütte südlich an den Blaubergen entlang über die Schildenssteinalm erfolgen.

## Naturwaldreservat Totengraben

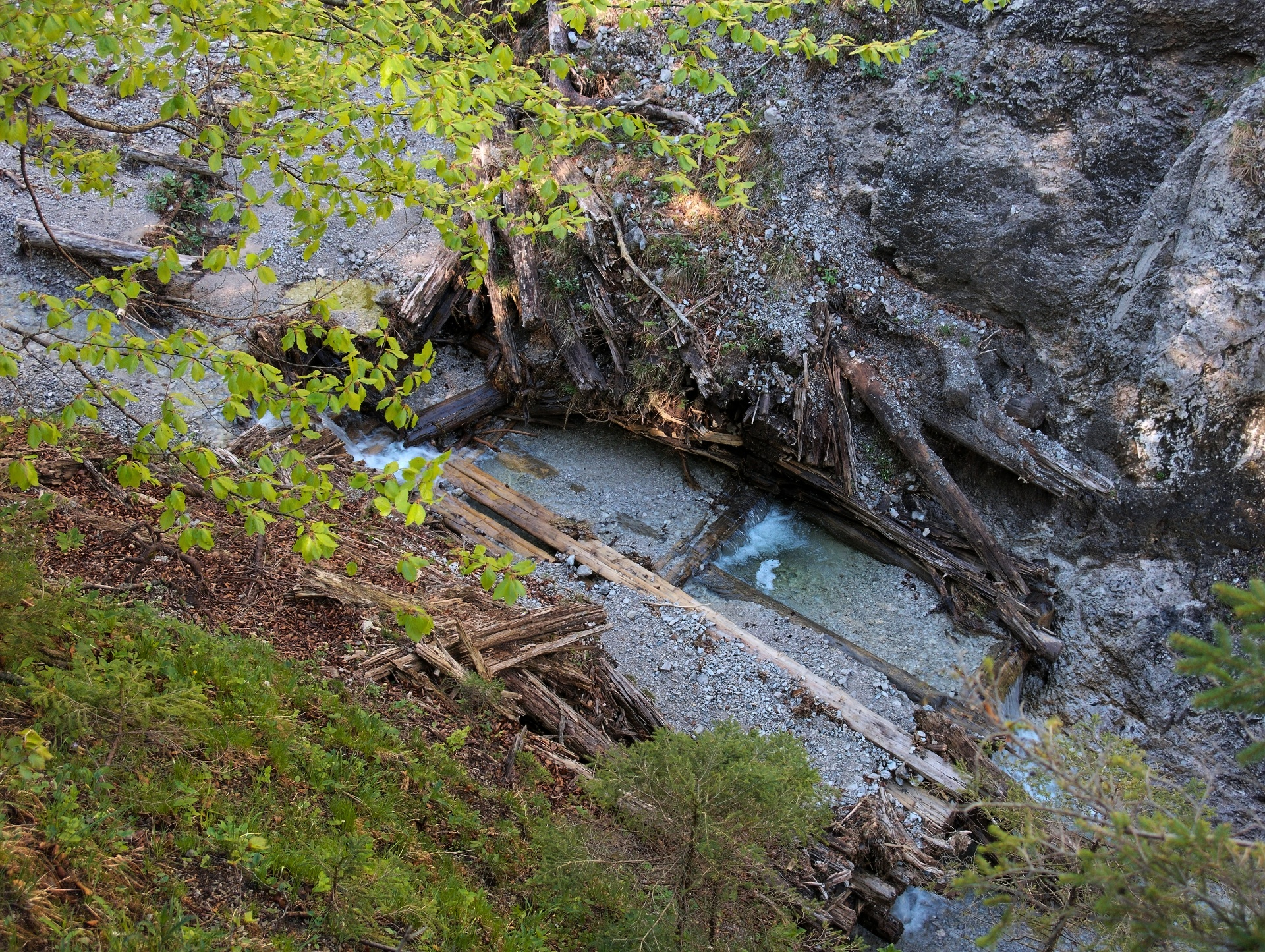
Verfallene Triftklause im Totengraben

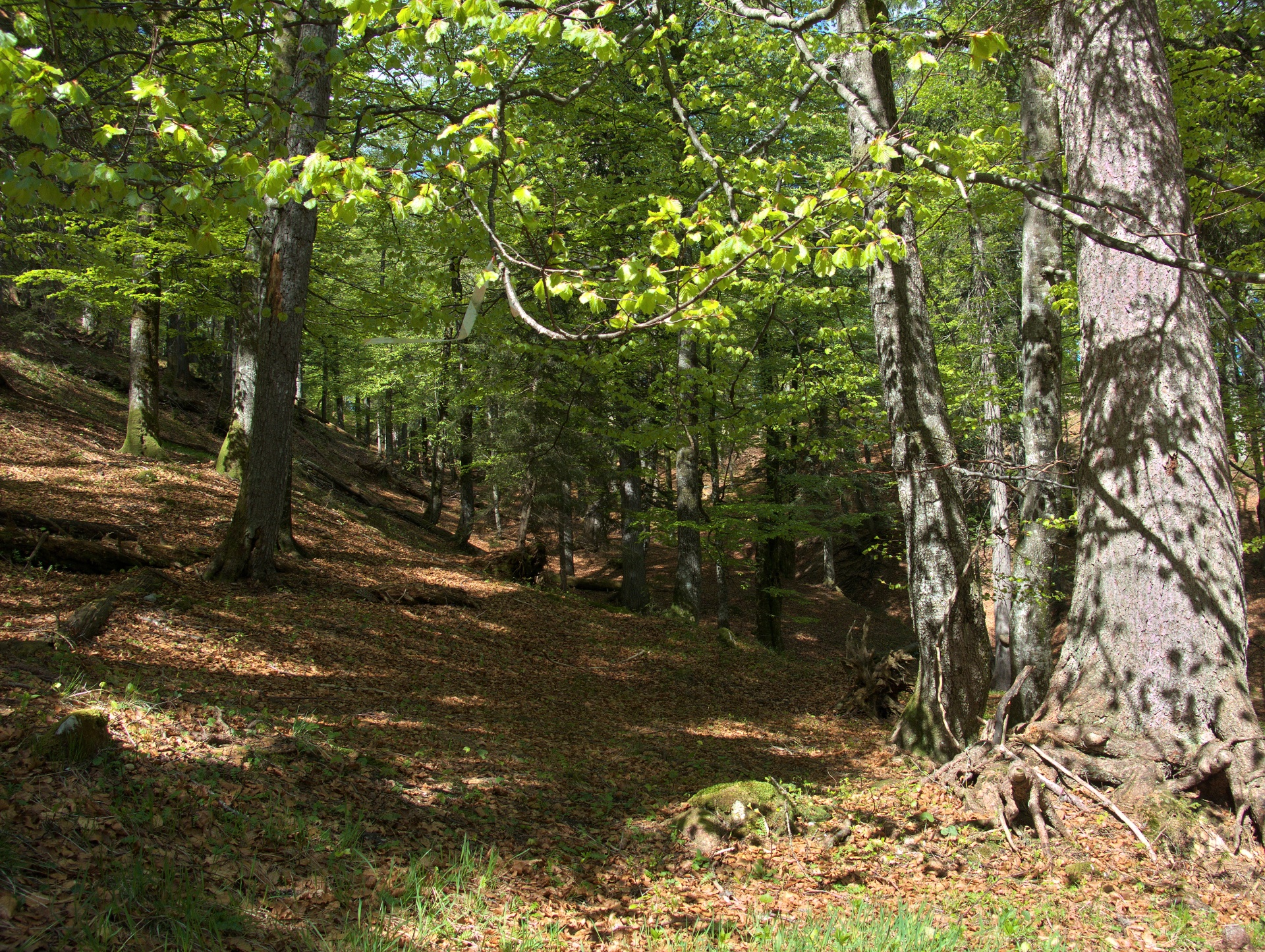
Geländemulde mit Reliktwald

Das Naturwaldreservat Totengraben (47° 35′ 37,7″ N, 11° 41′ 46,7″ O) ist ein 46,7 Hektar großes Gebiet in den westlichen Ausläufern des Mangfallgebirges am Nordhang des Plattenecks. Es liegt im Regierungsbezirk Oberbayern und umfasst ein in Staatsbesitz befindliches Waldgebiet. Es gehört zu den 1978 nach dem Waldgesetz für Bayern (BayWaldG), Artikel 12a ausgewiesenen Reservaten. Als kleinflächiger Rest eines Primärwaldes zählt der Wald zu den Reliktwäldern. Der Bergmischwald in dem Gebiet besteht aus Bergahorn, Fichte, Tanne und Buche.
Aufgrund des nur schwerzugänglichen Geländes war das Holzrücken hier während der Salinenzeit nicht möglich. In einer ca. 5 Hektar großen Mulde und wahrscheinlich auch im oberhalb gelegenen Gebiet war der während der Salinenzeit vorherrschende Kahlschlag damit nicht durchführbar. Eine verfallene Triftklause lässt andererseits auf eine ehemalige Nutzung der übrigen Reservatsfläche schließen.
Bis zur Säkularisation wurde in der Region das Holz für die Glasherstellung in der Glashütte und für die Brauerei in Tegernsee ungeregelt genutzt. Danach diente das Holz der Versorgung der Saline Rosenheim.